# Gualcince
Gualcince é uma cidade hondurenha do departamento de Lempira.